# L'Allemand (rappeur)
Pour les articles homonymes, voir Allemand (homonymie).
L'Allemand, nom de scène d'Émir Chelabi, est un rappeur et chanteur français d'origine algérienne, né en 1995 à Vénissieux. Il est originaire de Lyon, Il gagne en notoriété grâce à son titre « C'est ça les rats » qui a fait plus de 10 millions de vues sur YouTube et obtient une certification single d'or par la SNEP.

## Biographie

### Naissance et enfance
L’Allemand naît au milieux des années 90 plus précisément en 1995 à Vénissieux en Auvergne-Rhône-Alpes. Il grandi dans le quartier des Minguettes dans la banlieue sud de Lyon.

## Carrière

### Début:Elle t'a quitté(2016)
L'Allemand commence sa carrière en décembre 2016 en sortant son premier morceau nommé Elle t’a quitté qui atteint les 10 000 vues en 5 jours, et qui atteint le million très peu de temps après,.

### Premiers projets
En 2019, il sort son premier album studio, Sixnueve, qui comprend le titre C’est ça les rats, certifié disque d’or en juillet 2022,.
En octobre 2019, Il sort son deuxième projet Liberta.
En 2020, il sort son troisième album Nos rêves avec le single et clip L'heure du crime qui a fait plus de 9 millions de vues sur youtube.[source secondaire souhaitée]
Le 26 mars 2021, il publie On verra bien, qui contient le morceau Sans permis en collaboration avec Hornet La Frappe. Le clip cumule plus de 11 millions de vues.
En juillet 2021, il sort une réédition de l'album On verra bien avec sept titres supplémentaires.

### Collaborations et récents projets
Le 12 mai 2022, il sort un album commun avec le rappeur Sasso intitulé 2 Lions, qui contient seize titres.
En novembre 2022, L'Allemand sort son cinquième nommé État d'âme composé de 11 titres.[source secondaire souhaitée]
Le 8 décembre 2023, sort son sixième album Ma Vie avec des feat comme Maes, Rim'K, Hornet la Frappe et le rappeur italien Neima Ezza,

## Affaire judiciaire

### Agression avec morsure et condamnation de L'Allemand (2017)
En octobre 2017, Émir Chelabi est condamné pour une agression survenue à Saint-Fons. Les faits se sont produits tôt le matin, devant une boulangerie, lorsque le rappeur est pris de vomissements. Deux jeunes femmes, sorties de boîte de nuit, tentent de lui venir en aide. L'une d'elles, agent de sécurité au commissariat de Vénissieux, a été violemment agressée : insultée, puis mordue à la joue.
Identifiant la victime comme membre des forces de l'ordre, l'agresseur aurait exprimé une hostilité exacerbée. Ses amis sont finalement intervenus pour mettre fin à l'incident.
Jugé quelques jours plus tard, il écope de deux ans de prison, dont 14 mois avec sursis, assortis d'un mandat de dépôt. Ce fait divers marque un tournant controversé dans la carrière du rappeur.

## Discographie

### Albums
- 2019 : SIXNUEVE
- 2019 : LIBERTA
- 2021 : ON VERRA BIEN
- 2022 : 2 LIONS
- 2022 : ETAT D'ÂME
- 2023 : MA VIE

### Singles
- 2016 : Elle ta quitté
- 2017 : AMG63
- 2017 : VIP
- 2017 : Que ça tourne
- 2017 : M'en aller
- 2017 : Ma bella
- 2017 : Ma folie
- 2017 : Loin
- 2017 : On s'en fout de tout
- 2017 : Wewewe
- 2017 : Mon ami
- 2017 : On vise le sommet (Freestyle 1)
- 2017 : J'suis seul
- 2018 : J'pense
- 2018 : Grosse allemande
- 2018 : La cité
- 2018 : Classico
- 2018 : Bordel
- 2018 : Mojito
- 2018 : Pose dans la tess
- 2018 : Je suis dans la zone (feat. Miro, Bagdad)
- 2018 : On a passé
- 2018 : Ce qu'on veut
- 2018 : Rien à foutre (feat. La Famax)
- 2019 : Rap2tess
- 2019 : 69200
- 2019 : Khaliss
- 2019 : On veux tout niquer (feat. TK)
- 2019 : Lahira
- 2019 : Liberta
- 2019 : Des fois
- 2019 : Tu mérite pas (feat. Moubarak)
- 2019 : Khamjette
- 2019 : Ghetto
- 2019 : Traître
- 2019 : J'veux pas
- 2019 : Marbella
- 2019 : Freestyle IG
- 2019 : Mi Corazon
- 2020 : Hors série A - C'est pas la joie
- 2020 : Hors série B - Trop
- 2020 : Hors série C - Bizarre
- 2020 : L'heure du crime
- 2020 : Minguettes
- 2021 : Plus d'amour (feat. DA Uzi)
- 2021 :  Depuis le départ
- 2021 : A la base
- 2021 : Les rats
- 2021 : Le jaune #Youleuh7 (feat. Dika, Houari, Zbig, Raisse, Moubarak)
- 2021 : Freestyle Skyrock
- 2021 : 2 grammes
- 2021 : Khabat (feat. Mister You, Kanoé)
- 2021 : Tah la street (feat. Dibson)
- 2021 : Criminel
- 2022 : J'ai pas le temps (feat. Sasso)
- 2022 : La cité de dieu (Hors série 1)
- 2022 : Ça va vite
- 2022 : MA LIFE (Hors série 2)
- 2022 : LA GRINTA (Hors série 3)
- 2022 : GUCCI MAN
- 2022 : Demain j'arrête (Bendo Compilation)
- 2022 : Bréda (feat. Benab)
- 2023 : M'en allez #2 (feat Stef Becker) (Compaltion Bendo)
- 2023 : Véritable
- 2023 : La Mafia
- 2023 : Remontada
- 2023 : K-LIBRE
- 2023 : LE GO
- 2023 : Bête et méchant
- 2023 : GP
- 2023 : Ma cité (feat. Hornet La Frappe
- 2023 : Urus 6.9 (feat. Rim'K)
- 2023 : KB9 (feat. Maes)
- 2023 : Désolé Mama (feat Neima Ezza)
- 2024: Cité de France
- 2024 : Sale époque
- 2024 : MARACANÀ
- 2024 : Personnel
- 2024 : LA BEUH
- 2024 : DANS MA FOLIE
- 2024 : GESTAPO